# Michaela Marzola
Michaela Marzola (née le 21 février 1966 à Selva di Val Gardena, dans la province de Bolzano, dans le Trentin-Haut-Adige) est une ancienne skieuse alpine italienne.

## Coupe du monde
- Meilleur résultat au classement général : 28e en 1986
  - 1 victoire : 1 super-G

### Saison par saison
- Coupe du monde 1985 :
  - Classement général : 89e
- Coupe du monde 1986 :
  - Classement général : 28e
    - 1 victoire en super-G : Megève
- Coupe du monde 1987 :
  - Classement général : 42e
- Coupe du monde 1988 :
  - Classement général : 65e